# Województwo słupskie
Województwo słupskie – polskie województwo ze stolicą w Słupsku, istniejące w latach 1975–1998, jedno z 49 ówcześnie istniejących. Siedzibą władz administracyjnych był Słupsk. Powstało w roku 1975 z połączenia powiatów: słupskiego, bytowskiego, człuchowskiego, większej części powiatów: lęborskiego, miasteckiego oraz kilku gmin powiatów: chojnickiego i sławieńskiego. Urzędy rejonowe mieściły się w Słupsku, Lęborku, Miastku, Bytowie i Człuchowie. Region miał powierzchnię 7453 km². Graniczył z 4 województwami: bydgoskim, gdańskim, koszalińskim i pilskim.

## Wojewodowie słupscy
- Jan Stępień – 1975–1980 (PZPR)
- Czesław Przewoźnik – 1980–1987 (PZPR)
- Jan Ryszard Kurylczyk – 1988–1989 (PZPR)
- Andrzej Szczepański – 1989–1991 (PZPR do 1990/SdRP od 1990)
- Wiesław Rembieliński – 1991–1993 (PC)
- Kazimierz Kleina – 1993–1996 (bezpartyjny)
- Maciej Kobyliński – 1996–1998 (SLD/SdRP)
- Jerzy Kuzyniak – 1998 (AWS/SKL)

## Urzędy Rejonowe
W oparciu o ustawę z 22 marca 1990 wprowadzono w administracji nowy (poprzedzający powiaty) organizm zwany Urzędem Rejonowym. W dawnym województwie słupskim utworzono pięć takich jednostek.
| Nr                          | Gmina                    | Herb | Siedziba           |
| --------------------------- | ------------------------ | ---- | ------------------ |
| Urząd Rejonowy w Bytowie    |                          |      |                    |
| 1                           | Gmina Bytów              |      | Bytów              |
| 2                           | Miasto Bytów             |      | Bytów              |
| 3                           | Gmina Borzytuchom        |      | Borzytuchom        |
| 4                           | Gmina Kołczygłowy        |      | Kołczygłowy        |
| 5                           | Gmina Lipnica            |      | Lipnica            |
| 6                           | Gmina Parchowo           |      | Parchowo           |
| 7                           | Gmina Studzienice        |      | Studzienice        |
| 8                           | Gmina Tuchomie           |      | Tuchomie           |
| Urząd Rejonowy w Człuchowie |                          |      |                    |
| 1                           | Gmina Człuchów           |      | Człuchów           |
| 2                           | Miasto Człuchów          |      | Człuchów           |
| 3                           | Gmina Czarne             |      | Czarne             |
| 4                           | Gmina Debrzno            |      | Debrzno            |
| 5                           | Gmina Konarzyny          |      | Konarzyny          |
| 6                           | Gmina Przechlewo         |      | Przechlewo         |
| 7                           | Gmina Rzeczenica         |      | Rzeczenica         |
| Urząd Rejonowy w Lęborku    |                          |      |                    |
| 1                           | Miasto Lębork            |      | Lębork             |
| 2                           | Gmina Cewice             |      | Cewice             |
| 3                           | Gmina Czarna Dąbrówka    |      | Czarna Dąbrówka    |
| 4                           | Miasto Łeba              |      | Łeba               |
| 5                           | Gmina Nowa Wieś Lęborska |      | Nowa Wieś Lęborska |
| 6                           | Gmina Potęgowo           |      | Potęgowo           |
| 7                           | Gmina Wicko              |      | Wicko              |
| Urząd Rejonowy w Miastku    |                          |      |                    |
| 1                           | Gmina Miastko            |      | Miastko            |
| 2                           | Miasto Miastko           |      | Miastko            |
| 3                           | Gmina Koczała            |      | Koczała            |
| 4                           | Gmina Trzebielino        |      | Trzebielino        |
| Urząd Rejonowy w Słupsku    |                          |      |                    |
| 1                           | Miasto Słupsk            |      | Słupsk             |
| 2                           | Gmina Słupsk             |      | Słupsk             |
| 3                           | Gmina Damnica            |      | Damnica            |
| 4                           | Gmina Dębnica Kaszubska  |      | Dębnica Kaszubska  |
| 5                           | Gmina Główczyce          |      | Główczyce          |
| 6                           | Gmina Kępice             |      | Kępice             |
| 7                           | Gmina Kobylnica          |      | Kobylnica          |
| 8                           | Gmina Postomino          |      | Postomino          |
| 9                           | Gmina Sławno             |      | Sławno             |
| 10                          | Gmina Smołdzino          |      | Smołdzino          |
| 11                          | Gmina Ustka              |      | Ustka              |
| 12                          | Miasto Ustka             |      | Ustka              |

## Miasta
- Słupsk – 102 370
- Lębork – 37 026
- Bytów – 17 670
- Ustka – 17 256
- Człuchów – 15 249
- Sławno – 14 344
- Miastko – 11 931
- Czarne – 6445
- Debrzno – 5126
- Łeba – 4198
- Kępice – 3939

Dane o ludności z roku 1998.

## Ludność w latach
| Rok                    | Liczba mieszkańców |
| ---------------------- | ------------------ |
| 1975 (31 grudnia)      | 356 tys.           |
| 1976 (31 grudnia)      | 360,6 tys.         |
| 1977 (31 grudnia)      | 364,9 tys.         |
| 1978 (spis powszechny) | 360 973            |
| 1978 (31 grudnia)      | 360,8 tys.         |
| 1979 (31 grudnia)      | 365,4 tys.         |
| 1980 (31 grudnia)      | 369,8 tys.         |
| 1983 (31 grudnia)      | 385,7 tys.         |
| 1985 (31 grudnia)      | 396,1 tys.         |
| 1986                   | 400,1 tys.         |
| 1987                   | 403,9 tys.         |
| 1988                   | 406,5 tys.         |
| 1989 (31 grudnia)      | 410,4 tys.         |
| 1990 (30 czerwca)      | 412,1 tys.         |
| 1990 (31 grudnia)      | 413,8 tys.         |
| 1991 (31 grudnia)      | 416,8 tys.         |
| 1992 (31 grudnia)      | 421,1 tys.         |
| 1993 (30 czerwca)      | 422,4 tys.         |
| 1994 (31 grudnia)      | 424,9 tys.         |
| 1995 (30 czerwca)      | 425,4 tys.         |
| 1995 (31 grudnia)      | 425,9 tys.         |
| 1997 (31 grudnia)      | 428,5 tys.         |

## Powiaty powstałe po likwidacji województwa
Z województwa słupskiego utworzono następujące powiaty:

### województwo pomorskie
- powiat bytowski
- powiat chojnicki (fragment)
- powiat człuchowski
- powiat lęborski
- powiat grodzki Słupsk
- powiat słupski

### województwo zachodniopomorskie
- powiat sławieński (fragment)